# Edilson Soares Nobre

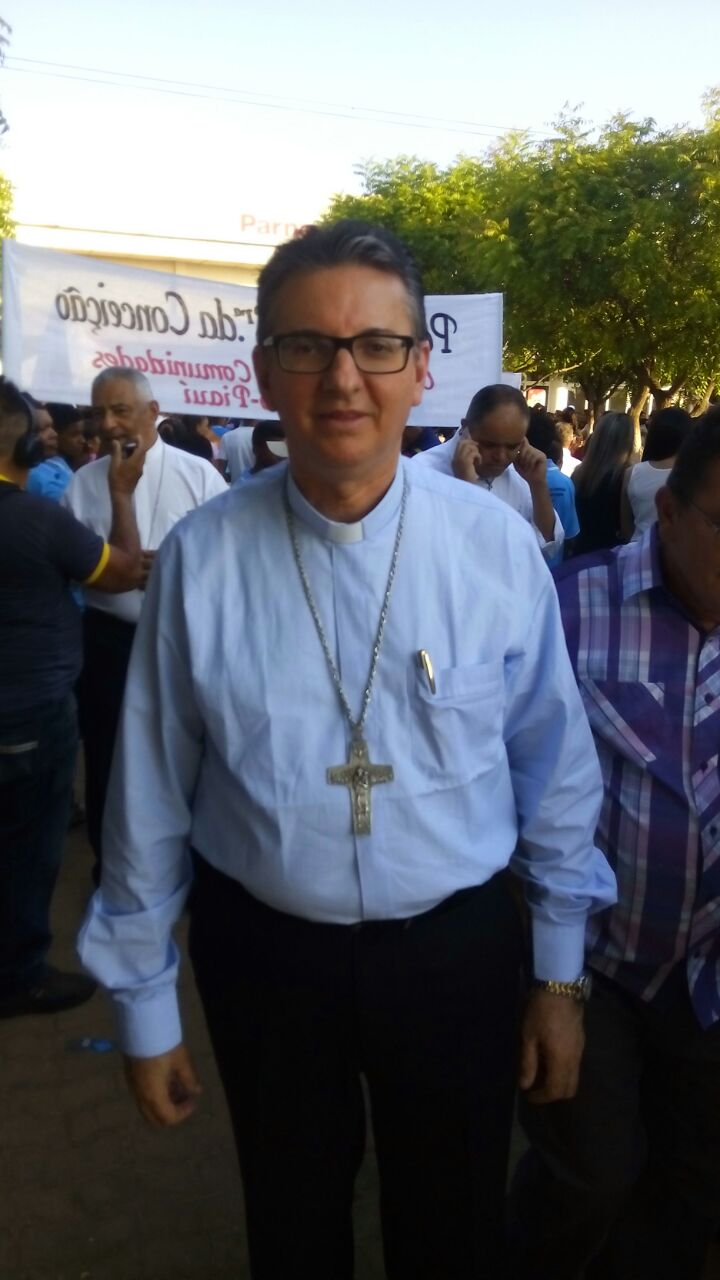
Edilson Soares Nobre, 2017

Edilson Soares Nobre (* 9. Mai 1965 in Touros, Rio Grande do Norte, Brasilien) ist ein brasilianischer Geistlicher und römisch-katholischer Bischof von Oeiras.

## Leben
Edilson Soares Nobre empfing am 6. April 1991 das Sakrament der Priesterweihe für das Erzbistum Natal.
Am 11. Januar 2017 ernannte ihn Papst Franziskus zum Bischof von Oeiras. Der Erzbischof von Natal, Jaime Vieira Rocha, spendete ihm am 20. März desselben Jahres die Bischofsweihe. Mitkonsekratoren waren die emeritierten Erzbischöfe von Natal, Heitor de Araújo Sales und Matias Patrício de Macêdo. Die Amtseinführung im Bistum Oeiras fand am 1. April 2017 statt.